# 716 Dywizja Piechoty (III Rzesza)
716 Dywizja Piechoty (niem. 716. Infanterie-Division) – niemiecka dywizja z czasów II wojny światowej, sformowana w Bielefeld na mocy rozkazu z 2 maja 1941, w 15. fali mobilizacyjnej w VI Okręgu Wojskowym.

## Dowódcy dywizji
- gen. por. Otto Matterstock 3 V 1941 – 1 IV 1943;
- gen. mjr Wilhelm Richter  1 IV 1943 – V 1944;
- płk Ludwig Krug V 1944 – 10 VI 1944;
- gen. por. Wilhelm Richter 10 VI 1944 – 14 VIII 1944;
- płk Otto Schiel 14 VIII 1944 – 1 IX 1944;
- gen. por. Wilhelm Richter 1 IX 1944 – 7 IX 1944;
- płk Ernst von Bauer 7 IX 1944 – 1 X 1944;
- gen. mjr Wolf Ewert 30 XII 1944 – 18 I 1945;
- płk[1] Hafner IV 1945 – 8 V 1945;

## Struktura organizacyjna

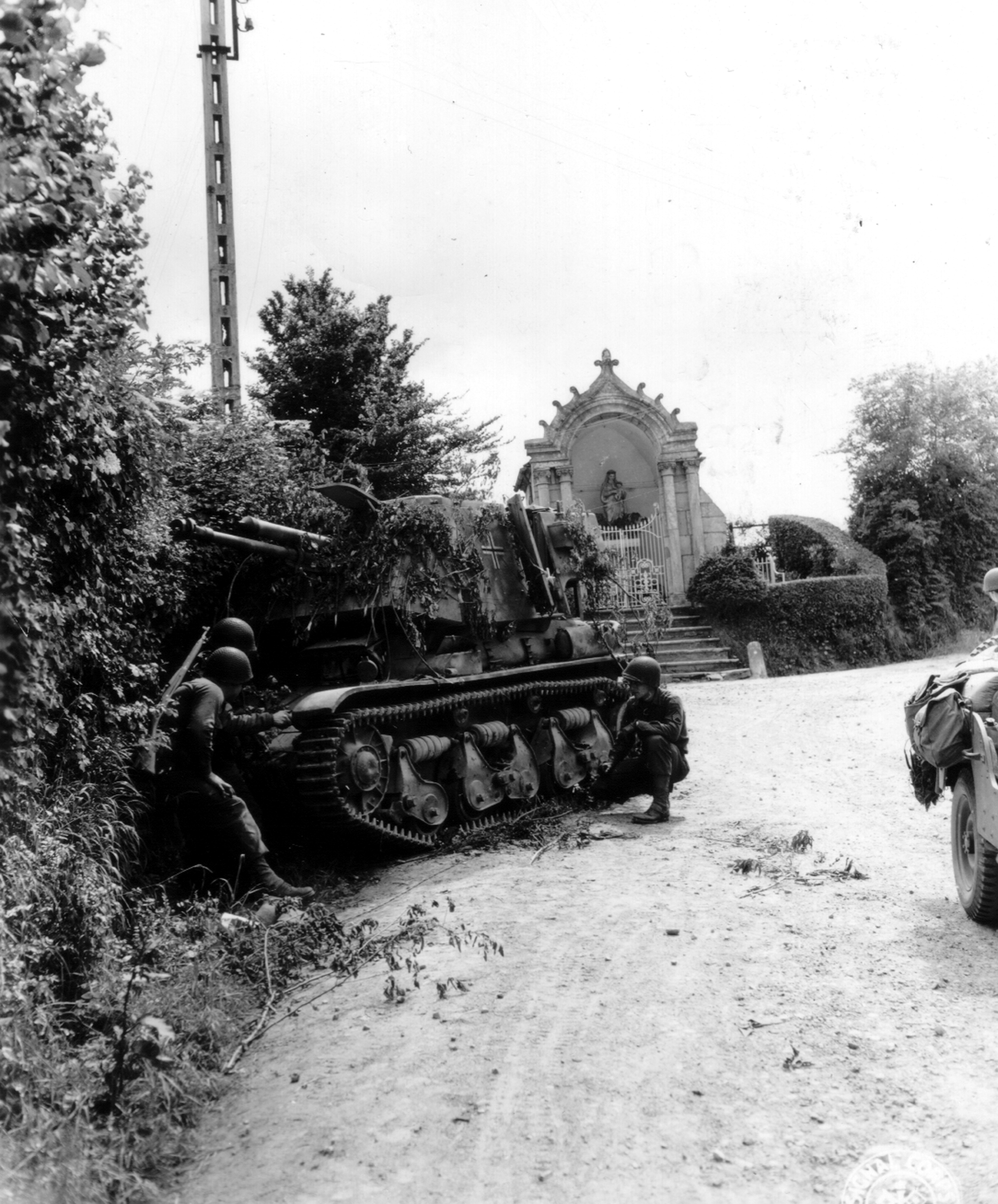
Należący do 716 Dywizji Piechoty niszczyciel czołgów (4,7 cm Pak (t) auf Pz.Kpfw. 35 R (f)) porzucony w okolicy Littry (20 czerwca 1944)

- Struktura organizacyjna w maju 1941:

726. i 736. pułk piechoty, 656. oddział artylerii, 716. kompania pionierów, 716. kompania przeciwpancerna, 716. kompania łączności;
- Struktura organizacyjna w styczniu 1944:

726.  i 736.  pułk grenadierów, 1716. pułk artylerii, 716. batalion pionierów, 716. kompania przeciwpancerna, 716. oddział łączności;
- Struktura organizacyjna w październiku 1944:

726. i 736. pułk grenadierów, 1716. pułk artylerii, 934. wschodni batalion, 716. batalion pionierów, 716. batalion fizylierów 716. oddział przeciwpancerny, 716. oddział łączności, 716. polowy batalion zapasowy;
- Struktura organizacyjna w listopadzie 1944:

706., 726. i 736. pułk grenadierów, 1716. pułk artylerii, 716. batalion pionierów, 716. batalion fizylierów 716. oddział przeciwpancerny, 716. polowy batalion zapasowy;
- Struktura organizacyjna w styczniu 1945:

706. 726. i 736. pułk grenadierów, 1716. pułk artylerii, 1525. forteczny oddział artylerii, 716. batalion pionierów, 716. batalion fizylierów 716. oddział przeciwpancerny, 716. oddział łączności, 716. polowy batalion zapasowy;
- Struktura organizacyjna w lutym 1945:

706. pułk grenadierów, I./1716. pułku artylerii, 716. kompania przeciwpancerna;
- Struktura organizacyjna w marcu 1945:

I./706. pułku grenadierów, I./1716. pułku artylerii, 716. kompania przeciwpancerna, 716. batalion alarmowy;
- Struktura organizacyjna w kwietniu 1945:

5. szkolny batalion strzelców krajowych, 6. policyjny batalion SS, 726. szkolny pułk grenadierów (195. szkolny batalion grenadierów, 75. szkolny batalion strzelców, 553. polowy batalion zapasowy, I. Szkolny batalion grenadierów 19. Armii), 1716. pułku artylerii (I./1526. pułku artylerii, 260. szkolny oddział artylerii, 7. i 8. bateria Volkssturmu), 716. oddział przeciwpancerny, 716. oddział łączności, 716. polowy batalion zapasowy;
- Struktura organizacyjna w kwietniu 1945:

706., 726. i 736. pułk grenadierów, 1716. pułk artylerii, 716. batalion pionierów, 716. kompania fizylierów 716. kompania przeciwpancerna, 716. oddział łączności, 716. polowy batalion zapasowy;